# جورج رايت (قاضي)
جورج رايت (بالإنجليزية: George Wright)‏ هو قاضي أسترالي، ولد في 6 يناير 1917 في أديلايد في أستراليا، وتوفي في 1975 في برث في أستراليا.